# Shankill
Shankill (irl. Seanchill) – przedmieście Dublina, stolicy Irlandii, w hrabstwie Dún Laoghaire-Rathdown, liczy 13 200 mieszkańców (2006).

## Historia i pochodzenie nazwy
Prawdopodobnie nazwa Shankill wywodzi się od słów Sean chill oznaczających w języku irlandzkim stary kościół, lub też od słów Sean Choill, co oznacza stary las.
Tereny obejmujące dzisiejsze przedmieście Dublina były zamieszkiwane od dawnych czasów, na co wskazują licznie odnajdowane tutaj ślady, takie jak dawne umocnienia obronne oraz megalityczne kromlechy. Około roku 1230, pojawia się pierwsza wzmianka na temat tych terenów opisująca rozkaz ówczesnego właściciela, na temat wykarczowania lasów na tym terenie. Ówcześnie istniała tutaj ufortyfikowana posiadłość, która została zdobyta i doszczętnie zniszczona przez rdzenną ludność irlandzką niespełna sto lat później. W odwecie umieszczono tutaj duży garnizon wojskowy. W średniowieczu tereny te należały do rodziny Lawless, która wybudowała na tych terenach zamek Shanganagh, a także warownię zwaną Puck's Castle.

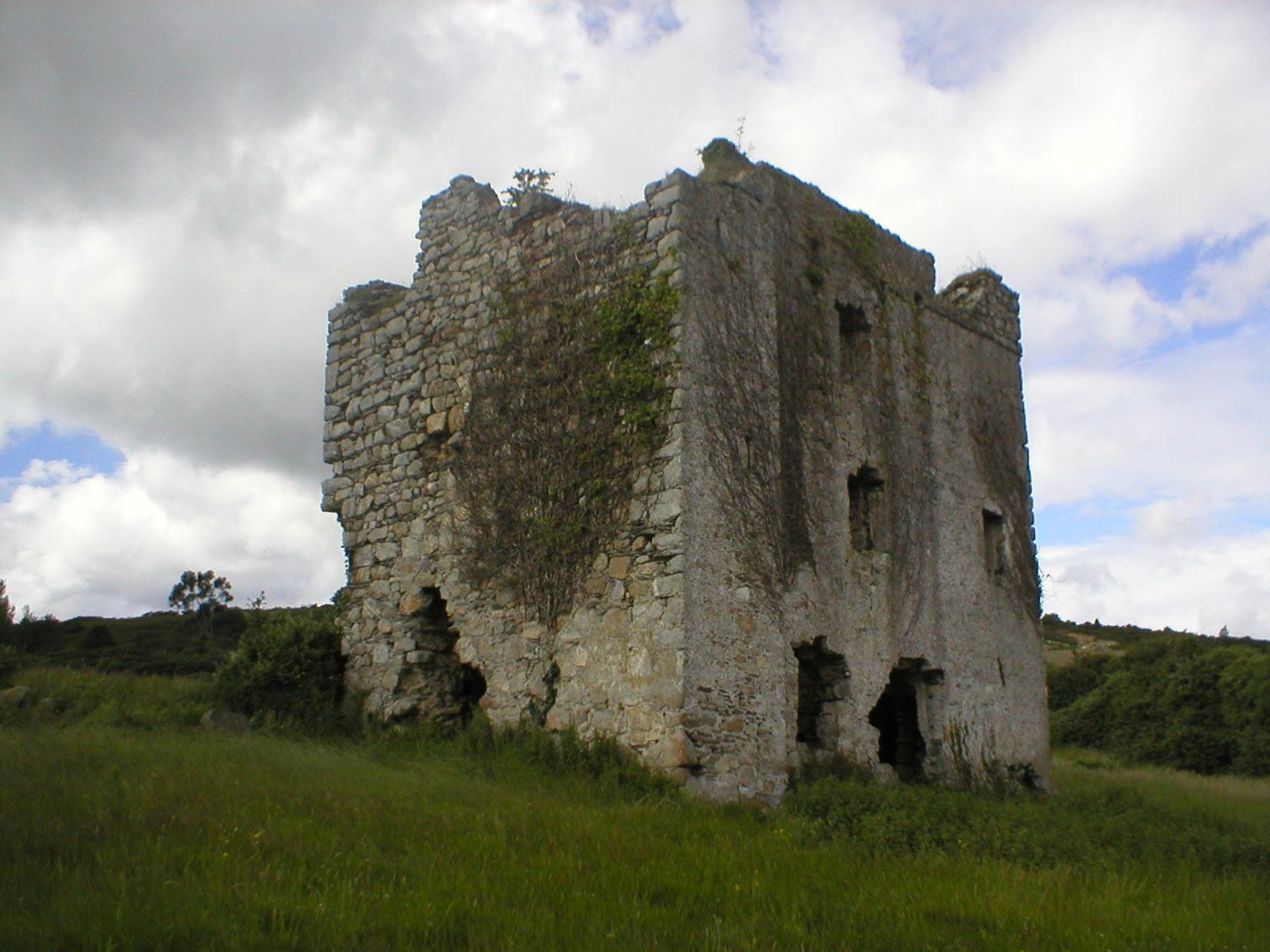
warownia Puck's Castle

Kolejne znamienite nazwisko pojawiające się na tych terenach to rodzina Walsh, która wybudowała w XVII w. umocnienia otaczające Shankill. Po roku 1640, tereny te zostały włączone do parafii Rathmichael, a następnie rodzina Walsh rozdystrybuowała własne posiadłości pomiędzy miejscowych rolników i najemców, dzięki czemu możliwy był ich szybszy rozwój. Jedna trzeci wszystkich ziem Shankill pozostała w posiadaniu rodziny Lawless. Ostatni z tego rodu zmarł w 1795, po czym ziemie te przejął William Domvile, zamieszkujący niedalekie Loughlinstown. W XIX w. potomek z rodu Domvile, Sir Charles Compton William Domvile (1822–1884), znany jako bezkompromisowy i okrutny dla dzierżawców właściciel tych ziem, przyczynił się do ich zupełnej przebudowy, z terenów rolniczych w typowe przedmieścia. Dzięki jego inwestycjom, takim jak nowe drogi, wodociąg oraz liczne domy czynszowe Shankill zostało całkowicie przeobrażone. Jednakże, sam Domvile, był osobą bardzo porywczą i wielokrotnie nierozsądną w stosunku do potencjalnych nabywców i najemców. To wszystko, a także dwie duże inwestycje, w Shankill oraz w Santry, spowodowało jego bankructwo.

## Geografia i otoczenie

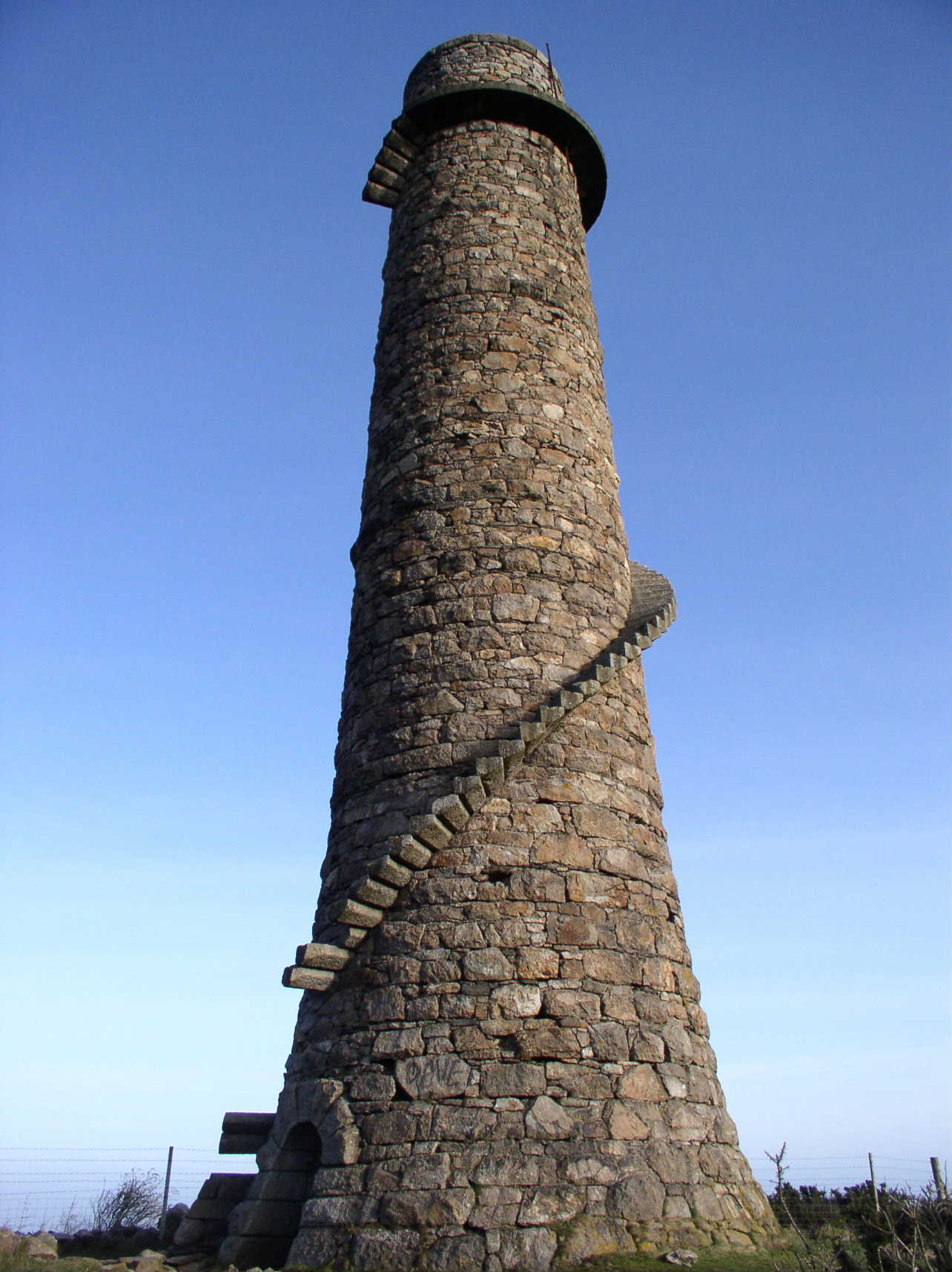
Komin Ballycorus

Pierwotnie Shankill było zlokalizowane na północny zachód od Puck’s Castle. Dzisiaj pod nazwą Shankill tereny zlokalizowane bliżej brzegu morza, leżące przy drodze pomiędzy Loughlinstown a Bray. Często też, przyjmuje się jako część Shankill dawną parafię Rathmichael (jednakże historycznie to Shankill zostało przyłączone do Rathmichael, a nie odwrotnie). Na wyżej wymienionych terenach zachowało się wiele zabytków, począwszy od wcześniej wspomnianych zamków do budowli z epoki wiktoriańskiej. Jednym z ważniejszych obiektów jest komin, wysoki na ponad 24 m, przy starej kopalni ołowiu Ballycorus. Kolejnym ważnym zabytkiem jest wspomniany Puck's Castle. Jest to w istocie ufortyfikowany dom, a nie zamek jak sugeruje drugi człon nazwy. Natomiast początek tej nazwy pochodzi od ducha, który miałby zamieszkiwać ten ufortyfikowany dom (puca oznacza w gaelic właśnie ducha). Po przegranej bitwie nad Boyne był on schronieniem dla Jakuba II Stuarta.

## Transport
Najważniejszym środkiem transportu dla miejscowości jest DART. Sama stacja jest trzecią od końca na południowym odcinku pociągu DART. Dawniej w Shankill zlokalizowana była jeszcze druga stacja kolejowa, którą użytkowała zlikwidowana obecnie linia kolejowa do Harcourt Street.
Przez Shankill przebiega droga krajowa N11, obecnie używana jedynie do ruchu lokalnego po wybudowaniu w niewielkiej odległości obwodnicy autostradowej M11.